# Hudtwalckerstraße (métro de Hambourg)
Hudtwalckerstraße (en allemand : U-Bahnhof Hudtwalckerstraße) est une station de la ligne U1 du métro de Hambourg. Elle se situe dans le quartier de Winterhude, dans l'arrondissement du Nord.

## Situation sur le réseau

Plans des lignes
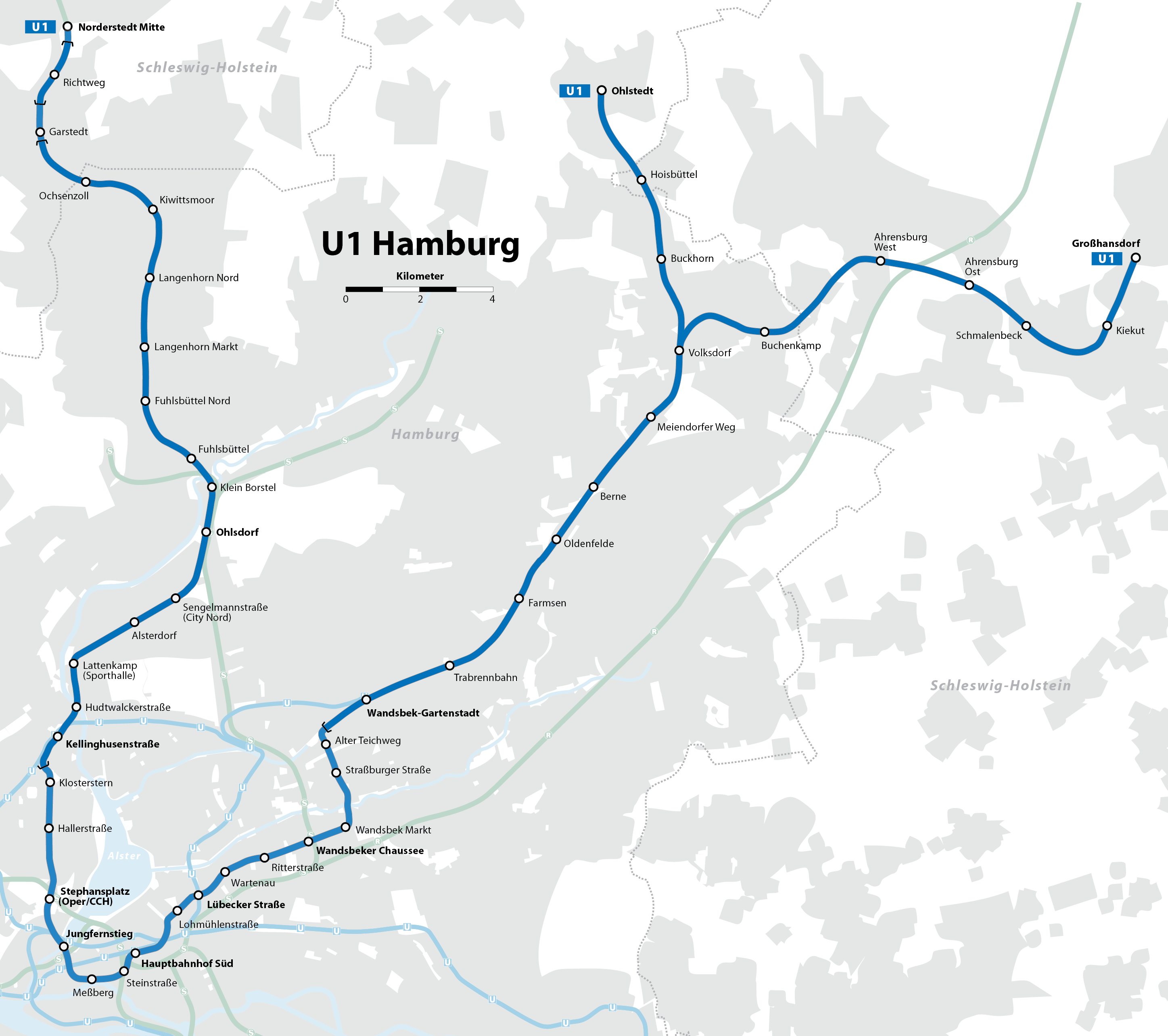
Ligne U1.

## Histoire
La station de la Hudtwalckerstraße fait partie de la branche d'Ohlsdorf du chemin de fer surélevé et entre en service lors de l'ouverture de la ligne en 1914. En 1923-1924, la station est fermée pendant quelques mois en raison d'une utilisation insuffisante ; à cette époque, le développement de la zone est nettement plus faible.
Les quais sont prolongés vers le nord à deux reprises, la dernière fois vers 1970 pour l'utilisation de trains DT3 de 9 voitures. La distribution des tickets dans le hall d'entrée est abandonnée après l'installation des distributeurs de tickets et le démontage du système de barrière en haut des escaliers. Après l'introduction de l'autocontrôle des conducteurs de train, les agents de conduite du train sont retirés, les moyens de manutention sont démontés et le bâtiment d'enregistrement est fermé. Par ailleurs, des travaux de rénovation tels que le remplacement de l'éclairage du quai, des indicateurs de destination et du lettrage de la gare ainsi que le remplacement du petit revêtement de sol sur la partie la plus ancienne ont lieu.
Le nom au-dessus des portes d'accès de la station était mal orthographié, sans ck, et n'a jamais été corrigé.

## Services aux voyageurs

### Accès et accueil
Le bâtiment d'accueil, revêtu d'éléments en grès et de briques rouges, se situe du côté nord-est de l'intersection de la Hudtwalckerstraße éponyme et de l'intersection des voies Bebelallee/Sierichstraße et dispose de bouches des deux côtés avec deux simples portes battantes. Il s'agit d'un vestibule, anciennement halle aux billets, et d'une cage d'escalier avec l'escalier fixe qui constitue jusqu'en 2023 le seul accès au quai, qui est garanti par deux doubles portes. Le quai s'étend sur 120 mètres au nord de l'escalier entre les voies sur le talus ferroviaire. Le tiers sud représente la partie la plus ancienne, qui possède un toit en plate-forme avec des supports centraux. Ici se trouve également l'ancien terminal en brique destiné au contrôleur jusque dans les années 1980. Il y a un kiosque dans le coin sud-ouest du hall d'entrée.
En 2022-2023, un autre accès avec escaliers et ascenseur est installé au nord de la zone du toit de la plateforme et ouvert le 13 décembre 2023. Cet accès pour personnes handicapées mène à la Bebelallee. La plateforme est équipée de bandes de guidage pour les malvoyants.

### Intermodalité
La station est en correspondance avec les lignes MetroBus 20 et 25, la ligne XpressBus X22 et la ligne NachtBus 600.